# Esdrás
Esdrás (más néven: Ezsdrás, Ezra, Ezdrás, héber: עזרא) a Kr. e. 5. században idején élt héber pap és történetíró, a zsidók babiloni fogságból való hazatérése idején és után.
I. Artaxerxész perzsa király engedélyével tért haza a száműzetésből a zsidók második csoportjával, 80 évvel az első csoport után, Kr. e. 460 körül. A király Esdrást tette felelőssé a nép oktatásáért, és kimondta, hogy főbenjáró bűnt követ el az aki nem cselekszi a király és Jahve törvényét. További feladata volt, hogy vallási reformot hajtson végre. Magyarázta a nép előtt Mózes törvényét. Azokat a zsidókat, akik idegen, pogány nőket vettek feleségül, kényszerítette, hogy bocsássák el őket. Nehémiás munkatársa volt a hit és az istentisztelet megújításában.
Neve valószínűleg az Azaryahu (עזריהו) név rövidítése, melynek jelentése „Jahve segít”.

## Könyve
Esdrás és kortársa, Nehémiás könyvét is ugyanarra a tekercsre írták, amelyek szoros egységet alkotnak és csak később választották szét őket két könyvre. Esdrás könyve ott folytatja az ókori zsidó történelem elbeszélését, ahol a Krónikák 2. könyve befejeződik.

## Az iszlám vallásban
Esdrást a Korán is megemlíti Uzair éven (arabul: عزير). A sírtömbjeként tisztelt hely az iraki Baszra mellett zarándokhely a helyi arabok körében. Néhány kutató viszont vitatja, hogy valóban Esdrás van itt eltemetve.

## Esdrás neve alatt fennmaradt apokrif irodalom
- Ezdrás harmadik könyve (a második a Nehémiás könyve)
- Ezdrás negyedik könyve (= Ezdrás héber apokalipszise)
- Ezdrás ötödik könyve
- Ezdrás hatodik könyve
- Ezdrás görög apokalipszise
- Ezdrás látomása

## Fordítás
- Ez a szócikk részben vagy egészben  az   Ezra című angol Wikipédia-szócikk fordításán alapul.  Az eredeti cikk szerkesztőit annak laptörténete sorolja fel. Ez a jelzés csupán a megfogalmazás eredetét és a szerzői jogokat jelzi, nem szolgál a cikkben szereplő információk forrásmegjelöléseként.